# Katarzyna Woźniak
Katarzyna Woźniak (n. 5 octombrie 1989, Varșovia, Polonia) este o sportivă ce a reprezentat Polonia, medaliată olimpică. A participat la 2 ediții ale Jocurilor Olimpice (2010, 2014) în care a câștigat o medalie de argint și o medalie de bronz.